# Louise Jama-van Raders
Louisa Elisabeth Hermine Jama-van Raders (Batavia, 2 maart 1871 – Den Haag, 24 april 1946) was een Nederlands portretschilder.

## Leven en werk
Jkvr. Louise van Raders was een telg uit de familie Van Raders. Ze werd geboren in Nederlands-Indië als dochter van jhr. Willem Herman Frederik Hendrik van Raders (1827-1889), directeur Publieke Werken in Batavia, en Jeanne Madelaine Prins (1842-1918). In september 1879 verhuisde het gezin Van Raders naar Zutphen. Nadat haar vader werd benoemd tot directeur van de Nederlandsch-Indische Stoombootmaatschappij (1882) en de Java Spoorwegmaatschappij (1883) verhuisde het gezin in 1885 naar Den Haag.
Van Raders werd opgeleid aan de Academie van Beeldende Kunsten (ca. 1896-1900) als leerling van Frits Jansen en volgde daarna vermoedelijk anatomielessen bij prof. Louis Bolk in Amsterdam. Ze studeerde vervolgens in München, waar ze de schilder Matija Jama (1872-1947) leerde kennen. Hij zou naast Rihard Jakopič en Ivan Grohar een van de belangrijke vroeg-20e-eeuwse Sloveense impressionisten worden. Van Raders en Jama trouwden in 1902. Uit dit huwelijk werden drie kinderen geboren, onder wie componist Agnes Jama (1911-1993). Het echtpaar nam deel aan diverse Sloveense kunsttentoonstellingen. Het gezin Jama woonde onder meer in Kroatië, Duitsland en Oostenrijk, tot het in 1915 -vanwege de Eerste Wereldoorlog- naar Den Haag verhuisde. Matija volgde het gezin in 1915. In dat jaar exposeerde Jama-van Raders schilderijen en tekeningen met Constance de Nerée tot Babberich en Willemien Testas bij Kunstzaal Pictura in Den Haag en Kunstzaal de Vries in Arnhem. Vanwege een gebrek aan inkomsten opende het echtpaar in 1920 een pension in Den Haag. Matija Jama keerde echter twee jaar later terug naar Ljubljana, waar hij -met een aantal onderbrekingen- tot zijn overlijden zou blijven wonen. 
Jama-van Raders nam deel aan exposities in de Haagse kunstzalen Zeestraat 65A (1923) en Erica (1926). Ze had een tweetal solotentoonstellingen bij de Koninklijke Kunstzaal Kleykamp; in 1930 toonde ze onder andere 24 portretten in olieverf en pastel die -op twee na- "dames in pose-houding uit de betere kringen" lieten zien. In 1937 toonde ze ook een aantal groepsportretten. Jama-van Raders maakte portretten van onder anderen Willem Naudin ten Cate, minister van marine en Mien van Wulfften Palthe-Broese van Groenou.
Louise Jama-van Raders overleed op 75-jarige leeftijd.

## Galerij

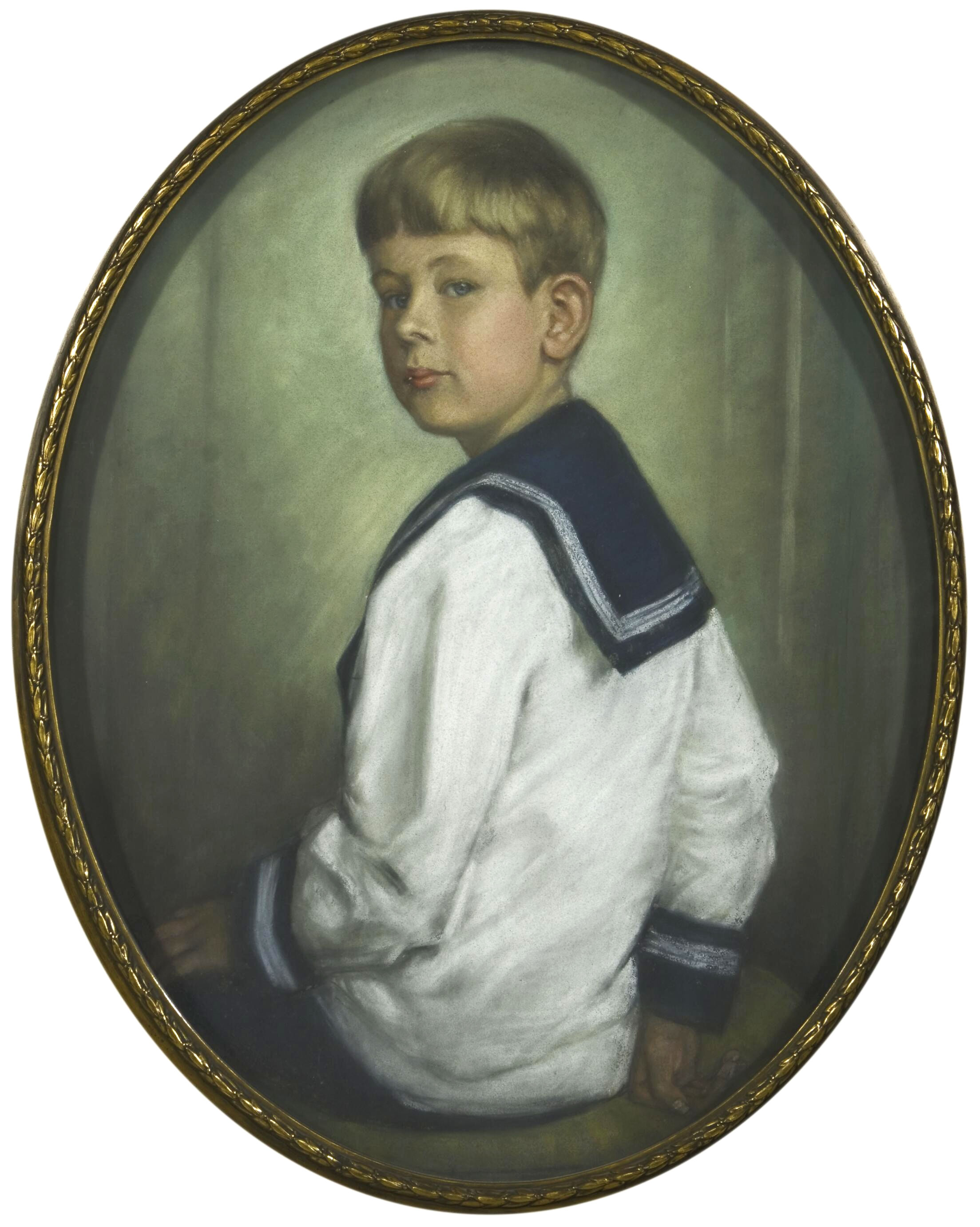
ca. 1920 - Portret van C.H. de Loches Rambonnet
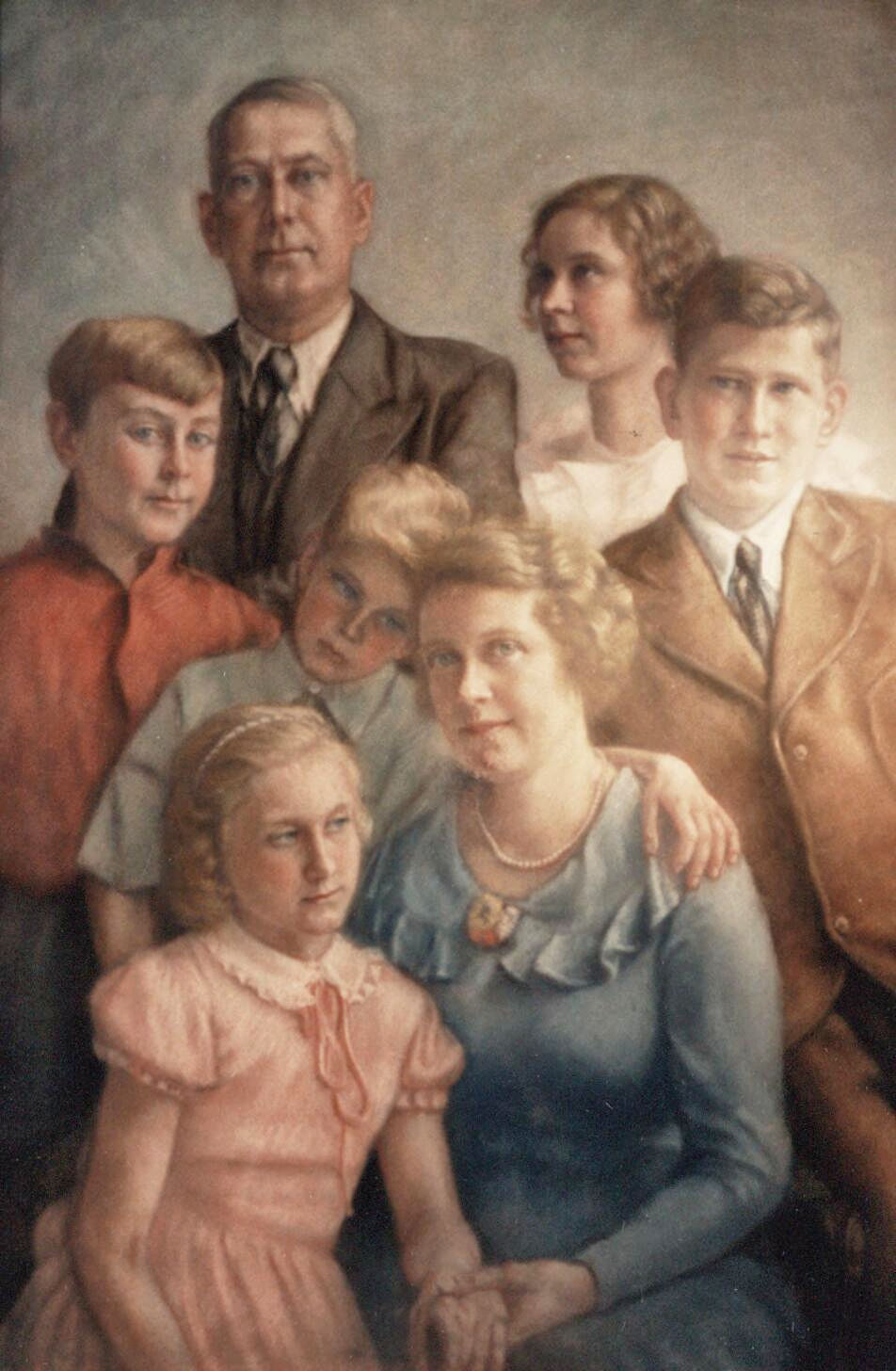
1936 - Portret van de familie De Jongh-Hees

- Biografisch Portaal: 28071837
- RKD-Nederlands Instituut voor Kunstgeschiedenis: 89800